# Ristolas
Ristolas (Ristolas anche in occitano) è un ex comune francese di 99 abitanti situato nel dipartimento delle Alte Alpi della regione della Provenza-Alpi-Costa Azzurra. Con il 1º gennaio 2019 è stato fuso con il comune di Abriès formando il nuovo comune di Abriès-Ristolas.
Si trova nel Queyras o valle del Guil.

## Società

### Evoluzione demografica
Abitanti censiti